# Need for Speed: Carbon
Need for Speed: Carbon, ofta förkortat NFS: Carbon, är det tionde spelet från racingspelserien Need for Speed. Spelet utvecklades av EA Black Box och gavs ut av Electronic Arts under 2006. Precis som sina föregångare sedan Need for Speed: Underground och framåt, är Carbon inriktat på den illegala racingkulturen. Förändringar gentemot föregångaren i serien, Need for Speed: Most Wanted är bland andra:
- Drift är tillbaka från Underground 2 i ny skepnad
- Flera nya racinglägen offline, bland annat Canyon Duel och online bland annat Pursuit Knockout
- Dragrace försvinner
- Tre distinkta biltyper: Muscle, Tuner & Exotic
- Racing-gäng och territorium
- Racingen sker nattetid
- Autosculpt (man kan till exempel förstora dekaler eller flytta den så att man kan får en perfekt dekal, man kan också ändra storlek på till exempel kjolpaket och fälg)
- Över 50 fullt anpassningsbara bilar
- PhotoShoot-läge

## Handling
Storyn hänger ihop med och utspelar sig efter händelserna i Need for Speed: Most Wanted. "Hjälten" kommer tillbaka till sin hemstad Palmont City, efter att ha flytt i föregångaren Most Wanted, och här har mycket förändrats. När spelaren startar karriären blir man jagad när man återvänder till sin hemstad, av polisbefäl Cross i sin Corvette Z06. Efter ett våldsamt och snabbt försök att bli av med Cross kommer spelaren att köra in i ett vägarbetsområde, vilket också gör att spelarens bil, en BMW M3 GTR, blir totalförstörd. Strax efter denna händelse får spelaren välja en ny bil bland tre stycken samt klass på denna.
Staden, Palmont City, har förändrats sedan "hjälten" senast var här och har delats upp i flera territorier som olika gäng regerar över. Spelaren måste arbeta sig upp till toppen, vinna respekt och trovärdighet genom olika race, för att återta kontroll över staden.
Need for Speed Carbon: Own the City heter spelversionen som släpptes till Playstation Portable, Nintendo DS och GameBoy Advance. Spelet utspelar sig i Coast City och skiljer sig kraftigt i karriärläget. 

## Collector's Edition
En så kallad Collector's Edition av NFS Carbon släpptes. Den innehåller extramaterial, bland annat:
- 12 banor
- 6 utmaningar
- 10 föranpassade bilar
- 4 exklusiva bilar
- Bonus-DVD som visar hur spelet gjordes.
- Ett "lyxigare" fodral med en skimrande effekt på den exklusiva omslagsbilden.

Collector's Edition är inte översatt till svenska.

## Bilar
Det finns tre olika typer av bilar, Muscle, Tuner och Exotic. De tre olika biltyperna har olika egenskaper. Muscle-bilar kan vara svåra att kontrollera, driftar gärna med bakvagnen i snäva kurvor och har snabbaste acceleration av alla. Tuner-bilar är lättast att kontrollera och har bäst väghållning av alla, men är oftast inte särskilt bra acceleration och passar bäst på banor som har massor av kurvor. Exotic-bilar är både snabba och har bra kontroll, de har också högst toppfart. De kan vara svårkörda eftersom de kräver bra kontroll över både gas och broms och ofta är föraren den svagaste punkten.  

### Muskelbilar
- 1967 Chevrolet Camaro SS
- 2006 Chevrolet Camaro Concept
- 1970 Chevrolet Chevelle SS 454
- 2006 Chevrolet Corvette Z06
- 2005 Chrysler 300C SRT-8
- 1971 Dodge Challenger **
- 2008 Dodge Challenger Concept
- 1969 Dodge Charger R/T
- 2006 Dodge Charger SRT-8
- 2006 Dodge Viper SRT-10
- 2006 Ford Mustang GT
- 1967 Ford Mustang Shelby GT500
- 2007 Ford Mustang Shelby GT500
- 1970 Plymouth Hemi Barracuda
- 1970 Plymouth Road Runner
- 2006 Pontiac GTO
- 2005 Vauxhall Monaro VXR

### Tuningbilar
Denna typ av bilar består mest av japanska bilar, men Renault Clio V6 och Volkswagen Golf R32 är undantag.
- 2004 Infiniti G35
- 2004 Lexus IS300
- 2007 Mazda 3 Mazdaspeed
- 1999 Mazda RX-7
- 2003 Mazda RX-8
- 1999 Mitsubishi Eclipse GSX
- 2006 Mitsubishi Eclipse GT
- 2006 Mitsubishi Lancer EVO IX MR Edition
- 1992 Nissan 240 SX *
- 2006 Nissan 350Z
- 1999 Nissan Skyline R34 GT-R
- 2005 Renault Clio V6
- 2006 Subaru Impreza WRX STi
- 1986 Toyota Corolla AE86/Sprinter Trueno
- 1992 Toyota MR2
- 1999 Toyota Supra
- 2006 Volkswagen Golf R32

### Exotiska bilar
Består mest av europeiska supersportbilar. 
- 2006 Alfa Romeo Brera
- 2004 Aston Martin DB9
- 2007 Audi R8/LeMans Quattro
- 2003 BMW M3 GTR
- 2005 Ford GT
- 2007 Jaguar XK *
- 2006 Koenigsegg CCX *
- 2006 Lamborghini Gallardo
- 2004 Lamborghini Murciélago
- 2006 Lamborghini Murciélago LP640
- 2004 Lotus Elise 111R
- 2006 Lotus Europa S
- 2005 Mercedes-Benz CLK500
- 2005 Mercedes-Benz SL65 AMG
- 2004 Mercedes-Benz SLR McLaren
- 2006 Pagani Zonda F **
- 2006 Porsche 911 GT3 RS
- 2006 Porsche 911 Turbo S
- 2004 Porsche Carrera GT
- 2006 Porsche Cayman S

### Police
- Civic Cruiser (liknande Ford Crown Victoria Police Interceptor)
- Interceptor (Corvette Z06 med polisstyling)
- Rhino (SUV med inslag från olika bilar, bland annat Volvo XC90)

* Endast Collector's Edition
** Endast EA Downloader-version

## Webstore
På Need for Speed Carbons webstore kan man köpa visuella uppgraderingar, prestandauppgraderingar, anpassade bilar (med vinyler etcetera) och extra fabriksbilar. De anpassade bilarna kan inte ändras eller köras i karriären, men det kan de extra fabriksbilarna. De flesta uppgraderingarna och bilarna kan man låsa upp utan att betala något genom att spela spelet, men en del kan bara fås genom att köpa dem. Detta är dock inte att rekommendera då det finns tredjepartsverktyg för att låsa upp dem på annat sätt. Det faktum att EA tar betalt för att låsa upp spelinnehåll som borde komma med gratis när man köper spelet har de fått mycket kritik för av spelcommunityn.

### Bilar
Dessa bilar kan endast köpas via NFSC Webstore, de kan inte låsas upp på vanligt vis.

#### Muscle
- 1971 Dodge Challenger
- 2007 Ford Mustang Shelby GT500 (custom)

#### Tuner
- 2006 Infiniti G35
- 1987 Toyota Corolla GTS (custom)

#### Exotic
- 2006 Pagani Zonda F (custom)
- 2006 Porsche 911 Turbo
- 2006 Porsche 911 GT3 RS (kommer med när man köper valfri bil utan extra kostnad på Windowsversionen då de egentligen skulle låsas upp genom att bland annat slå en EA Moderator online, vilket är omöjligt på Windowsversionen då det inte finns några EA Moderatorer där). Finns alltså inte på konsolversionerna att köpa, utan kan låsas upp.